# Lying Is the Most Fun a Girl Can Have Without Taking Her Clothes Off
«Lying Is the Most Fun a Girl Can Have Without Taking Her Clothes Off» (с англ. Ложь - самая большая забава, которую может иметь девушка, не снимая своей одежды)(сокращённо «Lying Is the Most Fun»)  — четвёртый сингл американской рок-группы Panic! at the Disco из дебютного студийного альбома A Fever You Can't Sweat Out. Выпущен 7 августа 2006 на CD, Грампластинках и CD-Extra.
Сингл находился в чарте Hot Modern Rock Tracks на 28 месте, а также в Bubbling Under Hot 100 Singles на 4 месте. В Новой Зеландии сингл занял 33 строчку чарта.
Песня была включена в игру Saints Row 2 и транслировалась по игровой радиостанции Ultor FM.

## Видео
Музыкальное видео было снято Трэвисом Копаком 19 июня 2006 в Лос-Анджелесе, Калифорния. Премьера клипа состоялась на MTV2 14 июля 2006.
В клипе показаны люди, гуляющие по улице с аквариумами на головах. Главная героиня, одна из прохожих, видит рыбку, лежащую на асфальте, поднимая её и опуская в собственный аквариум. Продвигаясь дальше, девушка видит своего мужа, лежащего на асфальте и падает в обморок. Участников группы показали только 3 секунды.

## Список композиций

### UK CD/Digital Август 2006
1. «Lying Is the Most Fun a Girl Can Have Without Taking Her Clothes Off»
2. «I Write Sins Not Tragedies» (Live from Astoria)

### UK Enhanced CD — Август 2006
1. «Lying Is the Most Fun a Girl Can Have Without Taking Her Clothes Off»
2. «Build God, Then We’ll Talk» (Live from Astoria)
3. «Lying Is the Most Fun a Girl Can Have Without Taking Her Clothes Off» (Видео)
4. «Lying Is the Most Fun a Girl Can Have Without Taking Her Clothes Off» (Live Video from Astoria)

### UK Грампластинка — Август 2006
1. «Lying Is the Most Fun a Girl Can Have Without Taking Her Clothes Off»
2. «The Only Difference Between Martyrdom and Suicide Is Press Coverage» (Live from Astoria)

### WMI CD/Digital — Январь 2007
1. «Lying Is the Most Fun a Girl Can Have Without Taking Her Clothes Off» (Radio Edit)
2. «Lying Is the Most Fun a Girl Can Have Without Taking Her Clothes Off» (Album Version)
3. «I Write Sins Not Tragedies» (Live from Astoria)
4. «Build God, Then We’ll Talk» (Live from Astoria)